# Mareuil-Caubert
Mareuil-Caubert – miejscowość i gmina we Francji, w regionie Hauts-de-France, w departamencie Somma.
Według danych na rok 2011 gminę zamieszkiwało 897 osób, a gęstość zaludnienia wynosiła 99 osób/km² (wśród 2293 gmin Pikardii Mareuil-Caubert plasuje się na 317. miejscu pod względem liczby ludności, natomiast pod względem powierzchni na miejscu 523.).